# Bandera de Sèrbia i Montenegro
La bandera de Sèrbia i Montenegro es va adoptar originalment el 27 d'abril de 1992 com a bandera de la República Federal de Iugoslàvia i es va utilitzar com a tal des de 1992 fins a 2006. Després que el país fos rebatejat com a Unió Estatal de Sèrbia i Montenegro el febrer de 2003, va romandre en ús com a bandera nacional fins a la dissolució del país el juny de 2006.
A part d'una relació d'aspecte diferent, és essencialment la mateixa bandera que la que va utilitzar el Regne de Iugoslàvia (1918-1941). El tricolor sense estrella vermella al centre va ser heretat de la bandera del seu estat predecessor directe, la República Federal Socialista de Iugoslàvia (1943-1992). Era semblant a una bandera holandesa invertida.

## Història
La bandera de Sèrbia i Montenegro va tenir els seus orígens en la bandera de Iugoslàvia utilitzada pel Regne de Iugoslàvia que després va ser modificada pel govern de la República Federal Socialista de Iugoslàvia per mostrar una estrella vermella socialista. Després de la caiguda del comunisme i la ruptura de Iugoslàvia, les restants repúbliques de Sèrbia i Montenegro van reconstituir el país com a República Federal de Iugoslàvia i el mateix dia, 27 d'abril de 1992, van adoptar una nova bandera eliminant l'estrella vermella socialista de l'antiga. Això va convertir Iugoslàvia en l'últim país d'Europa a eliminar una estrella vermella de la seva bandera. No obstant això, a causa de la Resolució 777 del Consell de Seguretat de les Nacions Unides, FR Iugoslàvia no tenia permís per heretar la pertinença de SFR Iugoslàvia a les Nacions Unides. Entre 1992 i 2000, l'antiga bandera de l'SFR va continuar onejant fora de la seu de les Nacions Unides. Després d'una sol·licitud exitosa d'adhesió a l'ONU l'any 2000, l'antiga bandera va ser eliminada i substituïda per la bandera de la República Federal.
La decisió de canviar la bandera va ser controvertida amb els partits socialistes de la República Federal de Iugoslàvia. Quan es va presentar, els consellers del Partit Socialista de Sèrbia a Tutin es van negar a treballar al consell municipal amb l'argument que "la bandera d'un altre estat s'exhibeix a les oficines de l'Ajuntament". Quan la República Federal de Iugoslàvia va patir sancions de l'ONU a causa de les guerres en curs, els atletes del país van competir com a participants olímpics independents als Jocs Olímpics d'estiu de 1992 i van marxar sota la bandera olímpica neutral, en comptes de la iugoslava.
L'any 2003, quan la República Federal de Iugoslàvia va ser rebatejada com a Sèrbia i Montenegro, hi va haver disputes sobre els nous símbols a utilitzar per a la unió estatal. Es va al·legar que la nova Carta Constitucional de Sèrbia i Montenegro prohibia l'ús dels antics símbols iugoslaus fins que es va presentar una llei al Parlament de Sèrbia i Montenegro. La bandera va romandre sense canvis, però, ja que era difícil arribar a qualsevol tipus d'acord entre les dues parts sobre una nova bandera lògica; les banderes regionals individuals de Sèrbia i Montenegro es diferenciaven entre si només en la tonalitat de blau que s'usava, mentre que totes dues diferien en l'ordre de colors de la iugoslava. Com es preveia, les delegacions sèrbia i montenegrina no van poder posar-se d'acord en una nova bandera, així que van continuar fent servir l'antiga bandera iugoslava fins a la dissolució de la unió el 2006. Alguns serbis i montenegrins van començar a rebutjar la bandera a favor de l'antiga bandera de SFR Iugoslàvia per un sentiment de nostàlgia i per un sentiment d'abandonament de la comunitat internacional. Montenegro no va donar suport que la bandera es continués utilitzant per representar-los i el 2004, el Parlament de Montenegro va adoptar una nova bandera per substituir la bandera de Sèrbia i Montenegro dins de la seva república. Tanmateix, aquesta fou considerada una bandera regional dins de la unió fins a la independència de Montenegro el 2006.
Durant la disputa després del canvi de nom de Iugoslàvia a Sèrbia i Montenegro, la bandera es va utilitzar per representar Sèrbia i Montenegro al futbol, ja que la UEFA va permetre que la selecció de futbol de Sèrbia i Montenegro continués utilitzant la bandera iugoslàvia de manera provisional. L'any 2006, poc després de la dissolució del país, la selecció de futbol de Sèrbia i Montenegro va entrar per darrera vegada a la Copa del Món de la FIFA 2006 amb la bandera amb la qual s'havien classificat. Paradoxalment, l'equip representava un país que ja no existia sota una bandera que ja no s'usava, ja que tant Montenegro com Sèrbia van adoptar les seves pròpies banderes després de la dissolució i la independència.
Després de la votació de Montenegro a favor de la independència i la dissolució de la unió per un vot unànime dels diputats serbis (tal com els diputats montenegrins l'havien boicotejat), la bandera fou retirada de l'edifici del Parlament a Belgrad el 5 de juny de 2006. Al quarter general de l'exèrcit serbi, la bandera va ser baixada cerimonialment amb l'himne nacional serbi i montenegrí, supervisat pel ministre de Defensa Zoran Stanković. Després de la dissolució de Sèrbia i Montenegro, els dos estats successors van adoptar les seves pròpies banderes. Montenegro va continuar utilitzant la bandera regional que havia adoptat el 2004. Sèrbia va adoptar una nova bandera amb els mateixos colors que la bandera de Sèrbia i Montenegro (amb les tres barres de colors en un ordre diferent), però hi va incloure l'escut de Sèrbia desfigurat.